# Nieuw-Zeelands cricketelftal (mannen)

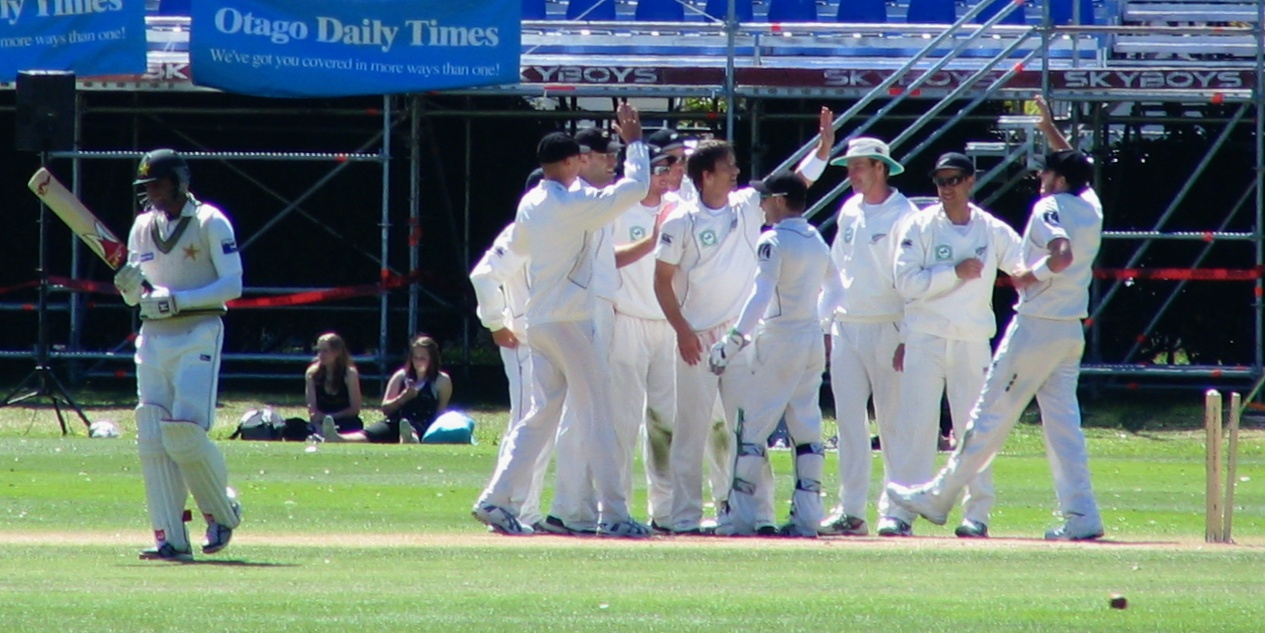
Nieuw-Zeelands cricketelftal in actie in 2009

Het Nieuw-Zeelands cricketelftal is het cricketteam dat Nieuw-Zeeland vertegenwoordigd. In 1930 was het het vijfde land dat de status van testnatie kreeg. De bijnaam Black Caps is afkomstig van een prijsvraag van de sponsor in 1998.

## Successen
Nieuw-Zeeland speelde in 1930 in Christchurch de eerste testwedstrijd tegen Engeland. Het zou tot 1956 duren voordat daadwerkelijk de eerste wedstrijd werd gewonnen. In het Eden Park, Auckland werd West-Indië verslagen.
Nieuw-Zeeland behaalde twee keer de finale van het wereldkampioenschap cricket en bleef anno 2020 zes keer in de halve finale steken. Het eerste grote toernooi dat door Nieuw-Zeeland werd gewonnen, was de ICC Champions Trophy in 2000, toen nog ICC Knockout geheten. In de finale werd met 4 wickets gewonnen van India. In 2009 werden ze tweede.
Op het wereldkampioenschap Twenty20 werd tot 2020 twee keer de halve finale gehaald.  
Toen er in 1998 voor het eerst, en voorlopig voor het laatst, tijdens de Gemenebestspelen werd gecricket, betekende dit dat er veel sterke deelnemers waren. Tijdens dit grote toernooi wist Nieuw-Zeeland een bronzen medaille te veroveren.

## Resultaten op internationale toernooien

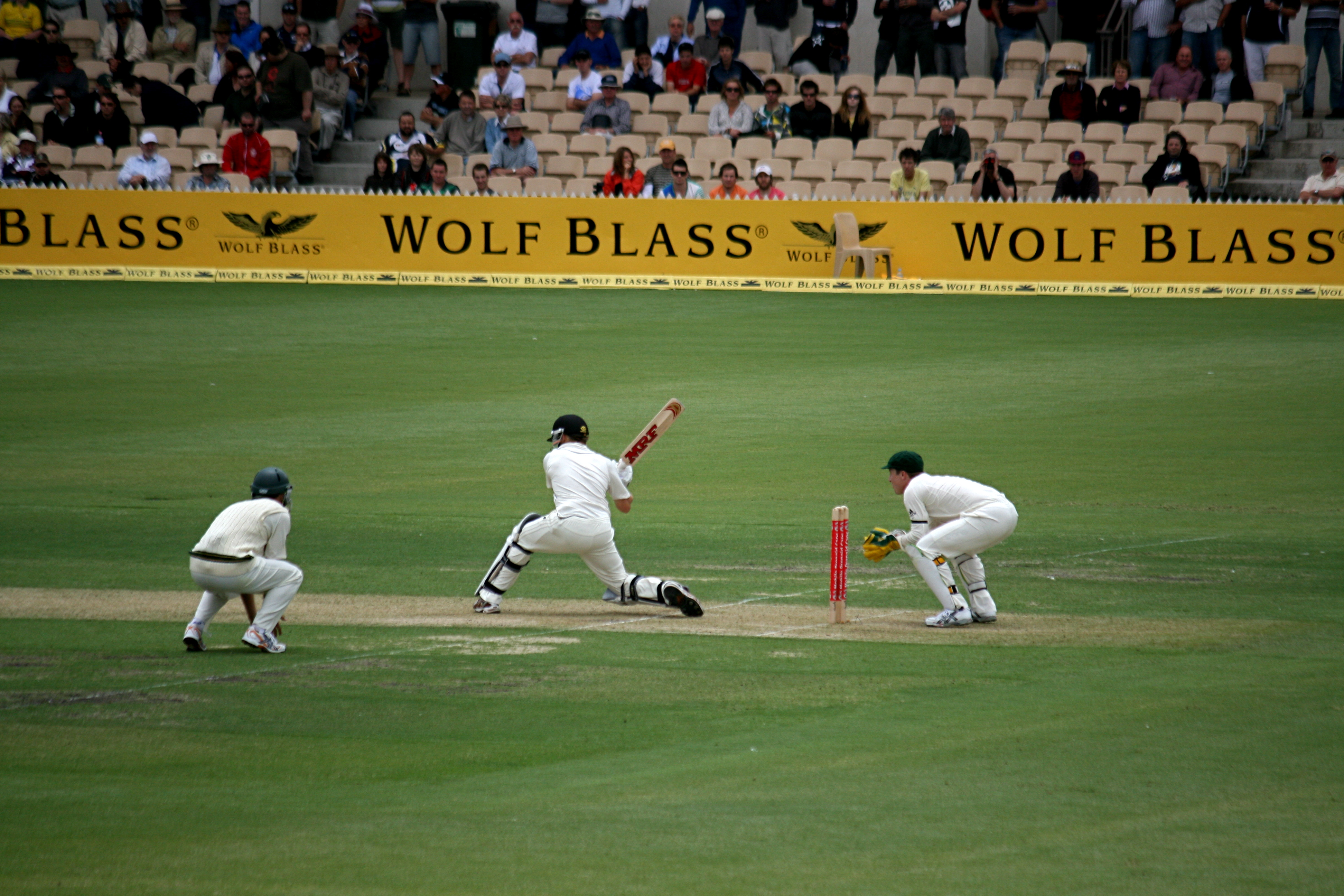
Test tegen Australië in 2008

### Wereldkampioenschap
| 1975 · Halve finale 1979 · Halve finale 1983 · Eerste ronde 1987 · Eerste ronde | 1992 · Halve finale 1996 · Kwartfinale 1999 · Halve finale 2003 · Tweede ronde | 2007 · Halve finale 2011 · Halve finale 2015 · Tweede 2019 · Tweede |

### Wereldkampioenschap Twenty20
| 2007 · Halve finale 2009 · Tweede ronde | 2010 · Tweede ronde 2012 · Tweede ronde | 2014 · Tweede ronde 2016 · Halve finale |

### Wereldkampioenschap testcricket
| 2021 · Onderweg |

### Overige belangrijke toernooien
| ICC Champions Trophy | ICC World Cup Qualifier (ICC Trophy)       | Gemenebestspelen | Austral-Asia Cup                                               |
| --- | ------------------------------------------ | ---------------- | -------------------------------------------------------------- |
| - 1998: Kwartfinale - 2000: Winnaar - 2002: Eerste ronde - 2004: Eerste ronde - 2006: Halve finale - 2009: Tweede - 2013: Eerste ronde - 2017: Eerste ronde | - 1979-2018: Direct voor WK gekwalificeerd | - 1998: Derde    | - 1986: Halve finale - 1990: Halve finale - 1994: Halve finale |